# Ларьков, Андрей Витальевич
Андрей Витальевич Ларьков (род. 25 ноября 1989, Зеленодольск, Татарская АССР) — российский лыжник; заслуженный мастер спорта России, двукратный серебряный медалист чемпионатов мира в эстафете (2017, 2019), серебряный и бронзовый медалист зимних Олимпийских игр 2018 года.

## Биография
Начал заниматься лыжным спортом в Детско-юношеской спортивной школе № 4 Зеленодольска; первые тренеры: Махалов В. А. и Рожков Г. Н.
Образование
Студент Поволжской государственной академии физической культуры, спорта и туризма в Казани.
Спортивная карьера
Его дебют в Кубке мира по лыжным гонкам состоялся в сезоне 2010/2011. В Рыбинске в эстафете 4×10 км стал седьмым. В личном зачёте дебютировал в сезоне 2012/2013 — в масс-старте на 15 км в канадском Кэнморе стал седьмым. Там же через пару дней показал свой лучший результат — шестое место в скиатлоне на 30 км.
На Кубке Восточной Европы в Красногорске 22 декабря 2013 года взял серебро в масс-старте на 50 км свободным стилем.
На чемпионате России 2013 года стал серебряным призёром на дистанции 70 км свободным стилем.
На чемпионате России 2014 года дважды стал серебряным призёром — на дистанции 50 км свободным стилем и в скиатлоне на 30 км.
На чемпионате России 2015 года в Мончегорске стал победителем на дистанции 70 км свободным стилем.
На Кубке мира лучший результат показал в сезоне 2016/2017 на этапе в Валь-ди-Фьемме — 5-е место в масс-старте.
Чемпион Зимней Универсиады 2015 года в спринте, эстафете и масс-старте на 30 км свободным стилем.
На чемпионате России 2017 года вновь стал победителем на дистанции 70 км свободным стилем.
На XXIII Зимних Олимпийских играх в Пхёнчхан (Южная Корея), завоевал бронзовую медаль в гонке на 50 км.

## Результаты

### Олимпийские игры
| Олимпийские игры | Спринт | Командный спринт | 15 км раздельный старт | 15+15 км скиатлон | 50 км масс-старт | Эстафета |
| ---------------- | ------ | ---------------- | ---------------------- | ----------------- | ---------------- | -------- |
| 2018 Пхёнчхан    | —      | —                | 20                     | 30                | 3                | 2        |

### Чемпионаты мира по лыжным видам спорта
| Чемпионат мира | Спринт | Командный спринт | 15 км раздельный старт | 15+15 км скиатлон | 50 км масс-старт | Эстафета |
| -------------- | ------ | ---------------- | ---------------------- | ----------------- | ---------------- | -------- |
| 2015 Фалун     | —      | —                | 26                     | —                 | 27               | —        |
| 2017 Лахти     | —      | —                | 5                      | 8                 | —                | 2        |
| 2019 Зефельд   | —      | —                | 4                      | —                 | —                | 2        |

## Награды и звания
- Медаль ордена «За заслуги перед Отечеством» I степени (27 февраля 2018 года) — за высокие спортивные достижения на XVIII Олимпийских зимних играх 2018 года в городе Пхенчхане (Республика Корея), проявленные волю к победе, стойкость и целеустремленность[4].
- Орден «Дуслык» (Республика Татарстан, 3 марта 2018 года) — за достижение высоких спортивных результатов на XVIII Олимпийских зимних играх 2018 года в городе Пхенчхане (Республика Корея)[5].
- Медаль ордена «За заслуги перед Республикой Татарстан» (Республика Татарстан, 15 мая 2024 года) — за особый вклад в развитие лыжного спорта в республике, достижение высоких результатов[6].
- Удостоен высшего спортивного звания в России — Мастер спорта России международного класса (МСМК) c вручением нагрудного Знака «МСМК России».